# W. O. von Horn

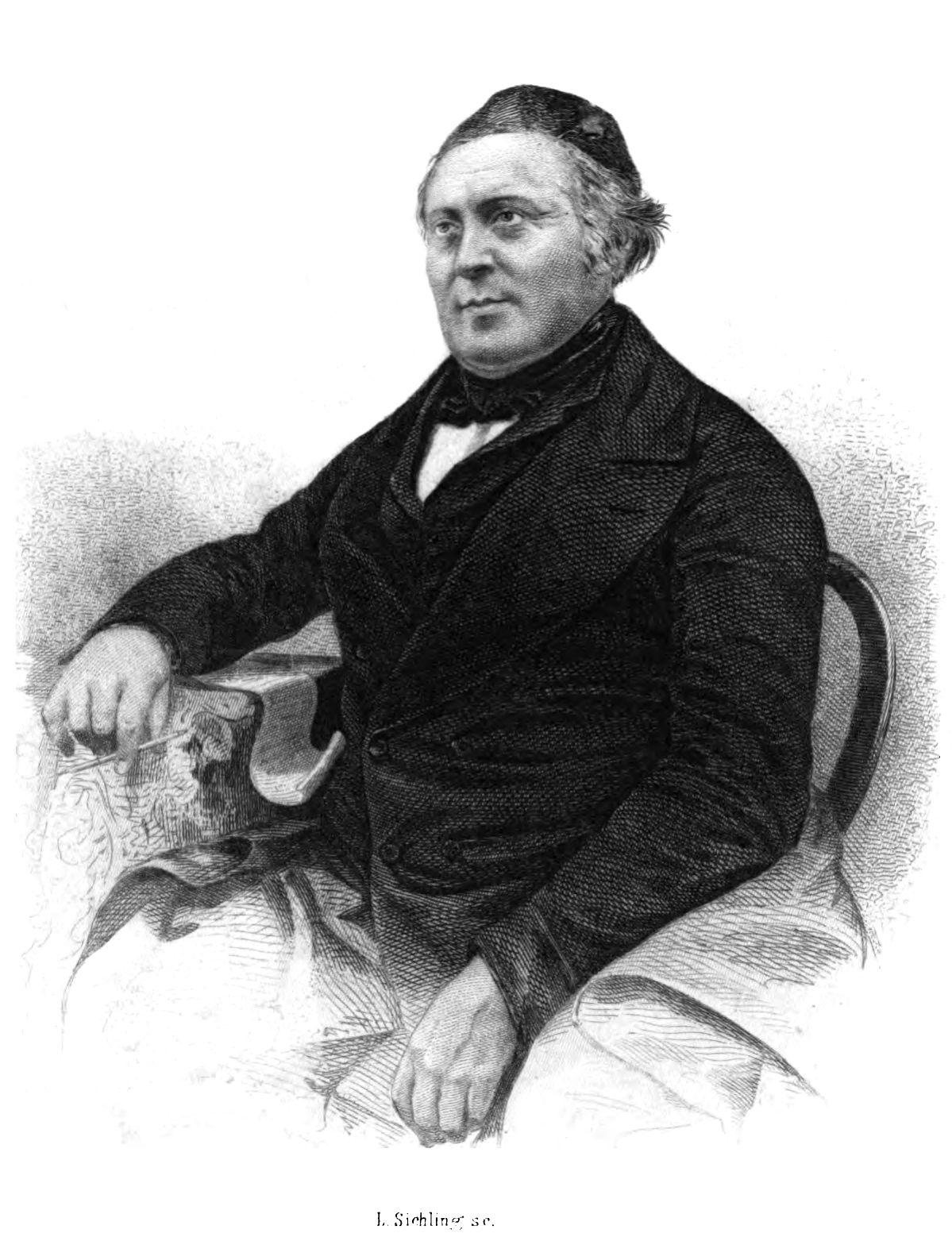
W. O. von Horn (1861)

W. O. von Horn, eigentlich Friedrich Wilhelm Philipp Oertel (* 15. August 1798 in Horn (Hunsrück); † 14. Oktober 1867 in Wiesbaden) war ein deutscher evangelischer Pfarrer und Volks- und Jugendschriftsteller.

## Leben
Wilhelm Oertel war Sohn des evangelischen Pfarrers der Gemeinde Horn im Hunsrück und späteren Koblenzer Superintendenten Friedrich Peter Paul Oertel (1748–1819). In Horn hatte bereits sein Großvater, der Kantorensohn Johann Paul (1708–1780), von 1746 bis 1780 das Pfarramt innegehabt. Er verbrachte die ersten sechs Jahre in seinem Geburtsort Horn, das zum Kirchenkreis Simmern gehörte, bis sein Vater 1803 in den Kirchenkreis Koblenz auf die erste reformierte Pfarrstelle von Bacharach und weitere acht Jahre später, 1812, auf die Pfarrstelle von Manubach wechselte. 1815 ging Oertel im Alter von 17 Jahren nach Heidelberg, um Evangelische Theologie zu studieren.

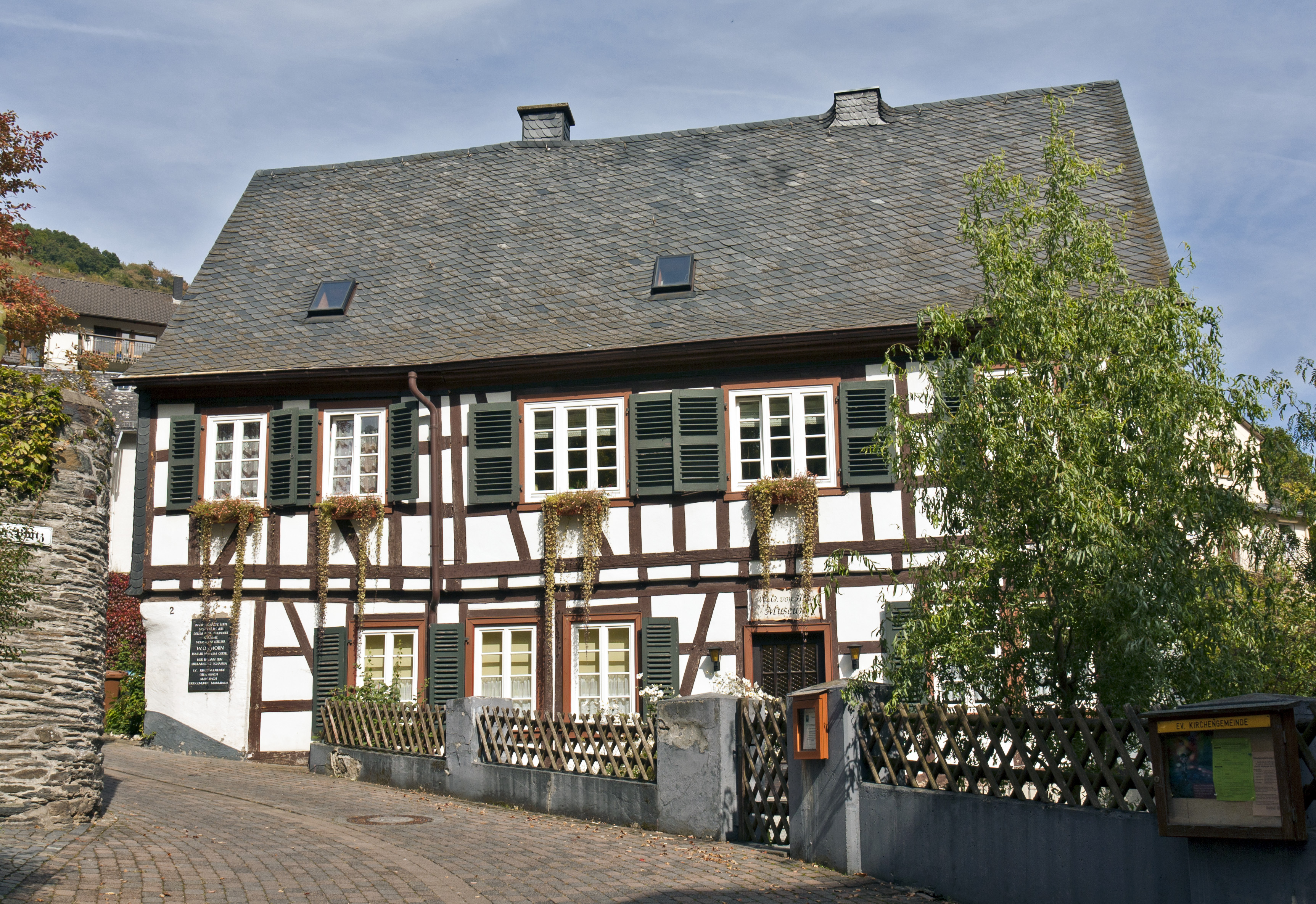
Ehemaliges evangelisches Pfarrhaus in Manubach

Oertel wurde 1819 ordiniert und übernahm die Stelle seines Vaters in Manubach, während sein 14 Jahre älterer Bruder Friedrich Franz Heinrich Jakob (1784–1863) seit 1807 im benachbarten Oberdiebach Pfarrer war. In Manubach führte Wilhelm Oertel eine Gemeindechronik mit kirchlichen und weltlichen Eintragungen und begann sein literarisches Schaffen. 1822 heiratete er Henriette von Saint George. Im Jahre 1835 wurde er auf die erste Pfarrstelle von Sobernheim an der Nahe und zum Superintendenten des Kirchenkreises Sobernheim gewählt, wobei er dort seinem Bruder Friedrich Franz Heinrich Jakob folgte, der das Amt seit seinem Wechsel nach Kirn für ein Jahr kommissarisch bekleidet hatte. Mit der Leitung des Kirchenkreises war die Schulaufsicht im Bereich des Kirchenkreises verbunden.
In dieser Zeit begann 1845 mit dem Roman Friedel Oertels schriftstellerischer Durchbruch. 1864 zog er in das eigen erbaute Haus in Wiesbaden. Am 14. Oktober 1867 verstarb er an den Folgen eines Schlaganfalles. Er wurde auf dem Friedhof an der Platter Straße beerdigt. An der Außenmauer zur Straße hin sind die Grabplatten Oertels und seiner Frau heute noch zu sehen.
Oertels Sohn Georg Friedrich Hugo (1827–1909) wurde später selbst – in Horn (1854–1864), Ottweiler und Simmern – Pfarrer sowie Superintendent von Simmern (1883–1907). Sein Enkel Richard Oertel (1860–1932) wurde Pfarrer in Neuerkirch und Abgeordneter im Reichstag.

## Künstlerisches Schaffen
Um seine Haushaltskasse aufzubessern, fing Oertel an, historisch-romantische Erzählungen zu schreiben, zunächst unter dem Pseudonym F. W. Lips; dieses hatte er von seinen Vornamen Friedrich Wilhelm Philipp abgeleitet. Nach nur mäßigem Erfolg änderte er seinen Stil und sein Pseudonym. Er schrieb nun unter W. O. von Horn, was von seinen Initialen Wilhelm Oertel und seinem Geburtsort Horn abgeleitet war, Romane und Erzählungen. Mit seinem ersten Roman Friedel begann sein schriftstellerischer Durchbruch. Ab 1846 gab er einen Jahreskalender Die Spinnstube, mit Erzählungen, Belehrungen und Rätseln heraus. Von 1850 bis 1867 schrieb er 75 Volks- und Jugendbücher für seinen Verleger Julius Niedner in Wiesbaden.
Sein schönstes und aufwendigstes Werk ist Der Rhein, Geschichte und Sagen seiner Burgen, Abteien, Klöster und Städte, mit 36 Stahlstichen, Beschreibungen und Sagen vom Rheintal zwischen Worms und Köln, erschienen 1867.

## Werke (Auswahl)
- Die Römer an der Nah. Andeutung und Wunsch.[1] In: Jacob Nöggerath (Hrsg.): Rheinische Provinzial-Blätter für alle Stände 5,2 (1838), S. 37–39 und 50–53 (Digitalisat der Universitäts- und Landesbibliothek Düsseldorf) = Unterhaltungen. Beilage zur Kreuznacher Zeitung, H. 39–40 (1841)
- Friedel (1846)
- Die Spinnstube, ein Jahreskalender, ab 1846
- Lehrgeld (1850)
- Gesammelte Erzählungen (12 Bände, 1850–1852)
- Des alten Schmied Jakobs Geschichten (1852)
- Hand in Hand (1852)
- Rheinische Dorfgeschichten (4 Bände, 1854)
- Die Maje (eine Monatsschrift von 1858 bis 1865)
- Der Herr ist mein Schild (um 1860)
- Der Rhein, Geschichte und Sagen seiner Burgen, Abteien, Klöster und Städte (Erstausgabe 1867)

Die Website seines Geburtsortes bietet eine Linksammlung für seine bei Google Books zugänglichen Werke an.

## Archiv
In Manubach wird ein nach Vereinbarung mit der Ortsgemeinde zugängliches Archiv mit Erinnerungsstücken und einer Sammlung von zumeist Erstausgaben seiner Werke geführt.

## W. O. von Horn-Museum
In Wilhelm Oertels Geburtsort Horn im Hunsrück gibt es seit Mai 2013 in der Hauptstraße 11 ein von privater Seite betriebenes W. O. von Horn-Museum, das zudem über örtliche Kulturgüter und die Glanrind-Zucht im Hunsrück informieren will.